# Stomatostemma
Stomatostemma es un género perteneciente a la familia de las apocináceas con dos especies de plantas fanerógamas.

## Descripción
Son arbustos o enredaderas sufrútices; los brotes lenticellados, glabros. Las hojas coriáceas, de 4-11 cm de largo y 0.1-2 cm de ancho, lineale, ovadas o elípticas a obovadas, basalmente cuneadas, el ápice agudo a acuminado, glabras; con la línea interpetiolar.
Las inflorescencias son axilares o terminales, más cortas o más largas que las hojas adyacentes, con 5-25 flores, simples, con brácteas florales estrechamente ovadas, abaxialmente ciliadas. Las flores son fragantes.

## Especies
- Stomatostemma monteiroae N.E.Br.
- Stomatostemma pendulina Venter & D.V.Field